# Каранётов, Ивайло
Ивайло Каранётов (болг. Ивайло Караньотов; род. 26 февраля 1958, София) — болгарский легкоатлет, специалист по бегу на короткие дистанции. Выступал за сборную Болгарии по лёгкой атлетике в конце 1970-х — начале 1980-х годов, чемпион Балканских игр, победитель и призёр стартов международного значения, действующий рекордсмен страны в эстафете 4 × 100 метров и в беге на 50 метров в помещении, участник летних Олимпийских игр в Москве. Также известен как бизнесмен.

## Биография
Ивайло Каранётов родился 26 февраля 1958 года в Софии, Болгария. Сын актрисы Славки Славовой.
Впервые заявил о себе в лёгкой атлетике на международном уровне в сезоне 1977 года, когда вошёл в состав болгарской сборной и выступил на чемпионате Европы в помещении в Сан-Себастьяне, где в зачёте бега на 60 метров дошёл до стадии полуфиналов. Позднее бежал 100 метров на юниорском европейском первенстве в Донецке, так же остановился в полуфинале.
В 1978 году на чемпионате Европы в Праге стартовал в индивидуальном беге на 100 метров и в эстафете 4 × 100 метров, в обоих случаях в финал не вышел.
В 1979 году выиграл 100 метров на домашнем старте в Софии.
В 1980 году в беге на 100 метров стал бронзовым призёром Балканских игр в Софии. Благодаря череде успешных выступлений удостоился права защищать честь страны на летних Олимпийских играх в Москве — в программе 100 метров не смог преодолеть предварительный квалификационный этап, тогда как в эстафете 4 × 100 метров вместе с соотечественниками Владимиром Ивановым, Павлом Павловым и Петром Петровым занял итоговое шестое место, установив при этом ныне действующий национальный рекорд Болгарии в данной дисциплине — 38,99.
В 1981 году на чемпионате Европы в помещении в Гренобле в беге на 50 метров дошёл до полуфинала и установил ныне действующий рекорд страны — 5,80. На Балканских играх в Сараево превзошёл всех соперников на 100-метровой дистанции, в то время как на 200-метровой дистанции с личным рекордом 20,99 взял бронзу.
На чемпионате Европы 1982 года в Афинах дошёл до полуфинала в беге на 100 метров, занял восьмое место в эстафете 4 × 100 метров.
После завершения спортивной карьеры занимался бизнесом. Женат на актрисе театра и кино Ане Пенчевой, их сын Ангел Каранётов — известный мотогонщик, пятикратный чемпион Европы.